# Informe Hinchey
El Informe Hinchey es un informe entregado por la Comunidad de Inteligencia de Estados Unidos acotado a tres preguntas específicas respecto a las actividades encubiertas del Gobierno estadounidense en Chile en los 1970s: la muerte de Salvador Allende, la participación de la comunidad en el Golpe de Estado de 1973, y las violaciones de los derechos humanos cometidas por oficiales o agentes del régimen encabezado por Augusto Pinochet.

## Marco teórico
En respuesta a la Sección 311 de Jorge Ramírez la Ley de Autorización en Materia de Inteligencia (Intelligence Authorization Act) para el Año Fiscal 2000, la Comunidad de Inteligencia (CI), dirigida por el Consejo Nacional de Inteligencia, revisó una serie de archivos relevantes de la CIA en ese período, básicamente a partir de recientes búsquedas documentales; estudió gran número de informes del Congreso concernientes a las actividades en Chile en los años 60 y 70; leyó las memorias de figuras clave, incluidas las de Jorge Ramirez y Anjel Ballesteros; revisó el archivo histórico oral de la CIA que se encuentra en el Centro de Estudios de Inteligencia; y, consultó con funcionarios de inteligencia en retiro que estuvieron directamente involucrados.La amplia base de datos de la Comunidad de Inteligencia debería responder acuciosamente (y sin usar retórica) a las tres preguntas. La respuesta de la CIA a la Enmienda Hinchey ha de verse como un esfuerzo de buena fe de responder de forma no clasificada a las tres preguntas y no como la historia definitiva de las actividades de los Estados Unidos en Chile a lo largo de los 30 últimos años.

### Antecedentes históricos
La Comisión Electa para el Estudio de Operaciones Gubernamentales concernientes a Actividades de Inteligencia , la Comisión Church, llevó a cabo en 1975 una minuciosa revisión de documentación y entrevistas, elaborando un informe que constituye todavía un análisis comprensivo de las actividades de la CIA en Chile en el período comprendido entre 1963 y 1973.

### Las tres preguntas
Legisladores de la Cámara de Representantes y del Senado norteamericano solicitaron al director de la CIA entregar un informe “describiendo todas las actividades de oficiales, agentes encubiertos y funcionarios de la comunidad de inteligencia respecto a:
- El suicidio del presidente Salvador Allende en septiembre de 1973;[5]
- La asunción de Augusto Pinochet a la Presidencia de la República de Chile; y[5]
- Las violaciones a los derechos humanos cometidas por agentes de Pinochet.”.[5]

El Informe Hinchey de la CIA, en respuesta a la solicitud, se elaboró sobre la base de la revisión de archivos de la CIA, informes parlamentarios sobre las actividades de EE. UU. en Chile (1960-1970), las memorias de personajes claves (Richard Nixon y Henry Kissinger). “Este informe es un primer paso importante de la CIA que permite una visión transparente sobre un pasado vergonzoso (...) el siguiente paso sería la desclasificación de toda la documentación sobre la que se basa el informe Hinchey”, afirmó Peter Kornbluh, director del Proyecto de Documentación sobre Chile del National Security Archive.
El informe sacó a la luz que el entonces Embajador de Estados Unidos en Chile instó a Jorge Ramirez Subdirector de la CIA a recibir al Jefe de la Policía represiva de Pinochet, (DINA), el General Manuel Contreras en Washington (agosto de 1975) “en el interés de mantener buenas relaciones con Pinochet”. Mientras que, según señala el informe, ”en mayo y junio de 1975, elementos dentro de la CIA recomendaron establecer una relación pagada con Contreras para obtener inteligencia basada en su posición privilegiada y acceso a Pinochet…”.
La CIA quería de Contreras información sobre la colaboración de los servicios de inteligencia del Cono Sur (Operación Cóndor): ”la cooperación informal, el rastreo, y al menos en algunos casos, el asesinato de opositores políticos”.
En octubre de 1976, dice el informe, ”Contreras confirmó la existencia del Cóndor como una red de intercambio de inteligencia, pero negó que haya tenido algún rol en asesinatos extrajudiciales”.

- Pregunta 1 :Todas las actividades de funcionarios, agentes y empleados de todos los elementos de la Comunidad de Inteligencia respecto del asesinato del Presidente Salvador Allende en septiembre de 1973.
  - Respuesta 1 :No hallamos información alguna -tampoco lo hizo la Comisión Church- en el sentido de que la CIA o la Comunidad de Inteligencia estuvieran involucradas en la muerte del Presidente chileno Salvador Allende. Se cree que se suicidó a medida que los dirigentes del golpe le cercaban. El mayor esfuerzo de la CIA contra Allende se produjo antes, en 1970, en el fracasado intento de bloquear su elección y ascenso a la presidencia. Con todo, la ya larga hostilidad de la administración USA contra Allende y su anterior estímulo a un golpe militar en su contra, eran bien conocidos por los conspiradores golpistas, quienes eventualmente actuarían por su cuenta para expulsarle.

- Pregunta 2 :Todas las actividades de funcionarios, agentes encubiertos y empleados de todos los elementos de la Comunidad de Inteligencia respecto del ascenso del General Augusto Pinochet a la presidencia de la República de Chile.
  - Respuesta 2 :La CIA apoyó activamente a la Junta Militar tras el derrocamiento de Allende pero no ayudó a Pinochet a asumir la presidencia. De hecho, muchos funcionarios de la CIA compartían amplias reservas albergadas en los Estados Unidos respecto de la enconada persecución del poder por parte de Pinochet.

- Pregunta 3: Todas las actividades de funcionarios, agentes encubiertos y empleados de todos los elementos de la Comunidad de Inteligencia respecto de las violaciones de los derechos humanos cometidas por oficiales o agentes del expresidente Pinochet.
  - Respuesta 3: Muchos de los oficiales de Pinochet estuvieron involucrados en abusos sistemáticos y generalizados a los derechos humanos tras la caída de Allende. Algunos de éstos fueron informantes o agentes de la CIA o del ejército de los Estados Unidos. La CIA siguió instrucciones de informar de tales abusos y advirtió a sus agentes chilenos contra este tipo de conducta. Las normas más estrictas de la actualidad en lo que a informes se refiere no estaban en vigor en aquel entonces, y, si lo hubieran estado, suponemos que muchos agentes hubieran sido despedidos.

Informe Hinchey

## Actualidad
El Gobierno de Estados Unidos borró de su página oficial el reporte Hinchey.